# Zapotal 4.ª Sección (Zapotalito)
Zapotal 4.ª Sección (Zapotalito) es una localidad del municipio de Huimanguillo ubicado en la subregión de la Chontalpa del estado mexicano de Tabasco.

## Geografía
La localidad de Zapotal 4.ª Sección (Zapotalito) se sitúa en las coordenadas geográficas 18°00′34″N 93°42′24″O / 18.009444, -93.706667, a una elevación de 10 metros sobre el nivel del mar.

## Demografía
Según el Conteo de Población y Vivienda 2020, efectuado por el Instituto Nacional de Estadística y Geografía, la localidad de Zapotal 4.ª Sección (Zapotalito) tiene 565 habitantes, de los cuales 278 son del sexo masculino y 287 del sexo femenino. Su tasa de fecundidad es de 2.83 hijos por mujer y tiene 140 viviendas particulares habitadas.
| Gráfica de evolución demográfica de Zapotal 4.ª Sección (Zapotalito) entre 1990 y 2020 |
|                                                                                        |
| INEGI.                                                                                 |